# Lubina (powiat Nowe Miasto nad Wagiem)
Lubina (węg. Lobonya) – wieś i gmina (obec) w powiecie Nowe Miasto nad Wagiem, w kraju trenczyńskim, w zachodniej Słowacji. Zamieszkuje ją około 1423 osób (dane z 2016 roku).

## Historia
Wieś została wspomniana po raz pierwszy w 1392 w dokumentach historycznych.

## Geografia
Centrum wsi leży na wysokości 313 m n.p.m. Gmina zajmuje powierzchnię 29,433 km².